# Muhammad Usman as-Sajd
Muhammad Usman as-Sajd, arab. ‏محمد عثمان الصيد‎ (ur. 1922, zm. 2007) – polityk libijski, od 17 października 1960 r. do 19 marca 1963 r. premier Libii.